# 송필근
송필근(宋弼根, 1991년 11월 15일 ~ )은 대한민국의 희극인이자 가수이다.

## 학력
- 인천심곡초등학교/졸업
- 간재울중학교/졸업
- 대성고등학교/졸업
- 인덕대학교 방송연예과/학사
- 한국방송예술진흥원 실용음악과/재학

## 연기 활동
- 〈개그콘서트〉 (KBS2)
  - 〈고집불통〉아파트 주민 역
  - 〈그래 그래〉
  - 〈놈놈놈〉안소미의 남자친구 역
  - 〈렛잇비〉송사원 역
  - 〈리얼토크쇼〉
  - 〈리액션 야구단〉친한 친구 역
  - 〈말해 Yes Or No〉
  - 〈모던보이〉
  - 〈불편한 진실〉
  - 〈시청률의 제왕〉
  - 〈신사동 노랭이〉
  - 〈아빠와 아들〉
  - 〈횃불 투게더〉
  - 〈KBS스페셜 그것이 알고싶은 추적60분 수첩〉
  - 〈"... ..."〉사돈어른 역
  - 〈킹받쥬〉
  - 〈심곡파출소〉파출소장(경찰) 역
  - 〈아는노래〉
  - 〈세기의 대결〉

《대국민 토크쇼 안녕하세요》 (KBS2)
- 2015년《미스터리 음악쇼 복면가왕》 (MBC) - 마늘중독 뱀파이어
- 2025년《[[미스터리 음악쇼 복면가왕]]》 (MBC) - 장식장
- 명랑특급 (SBS 러브FM)
- 《갤럭시노트3배 전국민 모두의 마블대회》 (온게임넷)
- 2020.12.19. KBS 2TV 《트롯 전국체전》3회, 참가자, 본선 진출
- 수다학 (YTN 사이언스) 고정패널
- 시니어건강본부 왕진 (딜라이브) MC
- 꼬리공탕 (한국직업방송) MC
- 개승자 (KBS) <압수수색/ 송검사 역>

### 음반
- 2019년 싱글앨범 송필근 - 편해지고 싶어
- 2014년 렛잇비(Let It Be) - 닭치고 & 렛잇비 (Let It Be) 크리스마스 캐롤
- 2014년 렛잇비(Let It Be) - Sunday Night - 끝이 아닌 시작
- 2025년 3월 16일 숙녀에게
- 2025년 6월 30일 아는노래
- 2025년 8월 중 발매 사랑의 바보

### 광고
- 롯데칠성음료 레쓰비 카페타임
- 장인가구
- 스파존

### 홍보대사
- 2015년 보건복지부 '음주폐해 예방의 달 절주 홍보대사'
- 2015년 보건복지부 가정 위탁의 달 홍보대사
- 2020년 인천광역시 홍보대사

## 유행어
- 소미야~ 오빠 봐야지! (놈놈놈)
- 여러분 힘내요 여러분 웃어요 힘들고 지쳐도 웃어요 우! (렛잇비)
- 뭐에요? 이게? 왜 저 사람만 되고 저는 왜 안되냐고요? (고집불통)
- 자~ 우리 심곡파출소 오늘도 동네를 안전하게 지켜봐야겠다 파이팅(심곡파출소)
- 자 이제 필근팀에 공격입니다(세기의대결)
- 왜 자꾸 저한테 오빠 오빠 그러시나구요 (심곡파출소)

## 수상
- 2014년 KBS 연예대상 코미디부문 남자 신인상
- 2015년 제21회 대한민국연예예술상 남자 신인 희극인상

## 음반
| 제목            | 아티스트       | 날짜                   |
| --------------- | -------------- | ---------------------- |
| 편해지고 싶어   | 송필근         | 2019년 1월 18일        |
| 11월의 웨딩마치 | 송필근, 이재희 | 2022년 11월 21일       |
| 숙녀에게        | 송필근         | 2025년 3월 16일        |
| 아는노래        | 송필근         | 2025년 6월 30일        |
| 사랑의 바보     | 송필근         | 2025년 8월 중 발매예정 |